# Konventionen angående avskaffande av tvångsarbete
Konventionen angående avskaffande av tvångsarbete (ILO:s konvention nr 105 angående avskaffande av tvångsarbete, Abolition of Forced Labour Convention) är en konvention som antogs av Internationella arbetsorganisationen (ILO) den 25 juni 1957. Konventionen skärper förbudet mot tvångsarbete som återfinns i konvention C29 från 1930. Den rör främst tvångsarbete som missbruk för politiska eller ekonomiska syften och emot rätten till strejk. Den är en av ILO:s åtta kärnkonventioner.
I april 2023 hade 178 av ILO:s 183 medlemsstater ratificerat konventionen.